# Averdonk
Het adellijke geslacht Averdunk (Averdonk) is een historisch geslacht dat zijn oorsprong heeft in de Duitse regio Westfalen. Hoewel er beperkte informatie beschikbaar is over de exacte stamboom en historische activiteiten van deze familie, worden zij in verschillende historische bronnen vermeld als een adellijke familie met een regionale betekenis.

## Geschiedenis
De geschiedenis van de familie Averdunk is nauw verbonden met de ontwikkeling van de Westfaalse adel. Westfalen was een belangrijk gebied binnen het Heilige Roomse Rijk, waar adel een cruciale rol speelde in het bestuur en de verdediging van lokale gemeenschappen. De familie wordt voor het eerst genoemd in middeleeuwse documenten, hoewel gedetailleerde genealogische gegevens grotendeels ontbreken. Het geslacht behoorde waarschijnlijk tot de lagere adel, die landgoederen beheerde en trouw zwoer aan machtigere feodale heren.

### Bekende leden van de familie
Hoewel de meeste leden van de familie Averdunk onbekend blijven in de historische literatuur, zijn er enkele vermeldingen van personen met de achternaam Averdunk die mogelijk aan de familie gerelateerd zijn:
- Heinrich Averdunk (1840–1927): Een Duitse leraar, historicus en auteur. Hij was actief in de stad Duisburg en schreef onder andere over de geschiedenis van de stad en haar instellingen. Hij werd erkend voor zijn bijdrage aan de historische wetenschap met een eredoctoraat van de Friedrich-Wilhelms-Universiteit Bonn in 1920. Het door hem geleide Heimatmuseum in Duisburg werd na zijn dood omgedoopt tot het Averdunkmuseum.
- Gottfried Averdunk (1934–2011): Een Duitse agrarisch wetenschapper die zich onderscheidde door zijn bijdragen aan de landbouwonderzoeken in Duitsland. Hoewel zijn connectie met het adellijke geslacht niet expliciet wordt vermeld, draagt hij dezelfde naam en zou hij mogelijk een afstammeling kunnen zijn.
- Severin Anton Averdonk (1768 - 1817): Een Duitse dichter en schrijver die bekend stond om zijn poëtische werken in de vroege 19e eeuw. Hij maakte deel uit van de Duitse literaire traditie die nationale cultuur en taal benadrukte. Zijn werk weerspiegelt de maatschappelijke en artistieke opvattingen van zijn tijd, maar zijn exacte historische en culturele impact blijft onderwerp van discussie.

## Nalatenschap
De naam Averdunk leeft voort in verschillende toponiemen, zoals de Averdunkstraße en het Averdunk Centrum in Duisburg. Deze verwijzingen zijn echter eerder te danken aan Heinrich Averdunks rol in de lokale geschiedenis dan aan het adellijke geslacht zelf. Het Averdunk Centrum was een van de eerste moderne winkelcentra in de binnenstad van Duisburg, gebouwd in de jaren 1980.